# Rafael Cardozo (actor colombiano)
Rafael Octavio Cardozo Otoya (Barranquilla, 26 de junio de 1965) es un actor colombiano de cine, televisión y teatro.

## Carrera
Una de sus primeras experiencias en la televisión colombiana ocurrió en el seriado Escalona (1991), seguida de apariciones en producciones como Vida de mi vida (1994),  Guajira (1996), Las Juanas (1997), La caponera (2000), Amores cruzados (2006) y Chepe Fortuna (2010). También ha tenido participación activa en el cine colombiano, figurando en producciones como La nave de los sueños (1996), El último carnaval (1998), La esquina (2004), Mi abuelo, mi papá y yo (2006), Ni te cases ni te embarques (2008).

## Filmografía destacada

### Televisión
- 1989 - Mujeres
- 1991 - Escalona
- 1994 - Vida de mi vida
- 1996 - Guajira
- 1997 - Las Juanas[3]
- 1997 - Pandillas Guerra y paz (Emiro)
- 1998 - Hilos invisibles[4]
- 2000 - La caponera
- 2004 - La saga, negocio de familia
- 2006 - Amores cruzados
- 2008 - Cómplices
- 2010 - Chepe Fortuna
- 2011 - A corazón abierto
- 2012 - Fábrica de reinas

### Cine
- 1996 - La nave de los sueños
- 1998 - El último carnaval
- 2004 - La esquina
- 2006 - Mi abuelo, mi papá y yo
- 2008 - Ni te cases ni te embarques